# Csikéria
Csikéria is een plaats (község) en gemeente in het Hongaarse comitaat Bács-Kiskun. Csikéria telt 942 inwoners (2005).